# کمیته المپیک اتریش
کمیته المپیک اتریش (آلمانی: Österreichisches Olympisches Comité) یک سازمان ورزشی غیرانتفاعی است که نماینده کشور اتریش در کمیته بین‌المللی المپیک می‌باشد.
این سازمان که در سال ۱۹۰۸ تأسیس شده مسئول آماده‌سازی و اعزام ورزشکاران به بازی‌های المپیک، بازی‌های المپیک جوانان و بازی‌های اروپایی است.